# Елеонора София фон Шлезвиг-Холщайн-Зондербург
Елеонора София фон Шлезвиг-Холщайн-Зондербург (на немски: Eleonore Sophie von Schleswig-Holstein-Sonderburg; * 24 февруари 1603 в Зондербург; † 5 януари 1675 в Баленщет) от династията Дом Олденбург е принцеса от Шлезвиг-Холщайн-Зондербург и чрез женитба княгиня на Анхалт-Бернбург (1630 – 1656).
Тя е дъщеря на херцог Йохан фон Шлезвиг-Холщайн-Зондербург (1545 – 1622) и втората му съпруга принцеса Агнес Хедвиг фон Анхалт (1573 – 1616), дъщеря на княз Йоахим Ернст от Анхалт и втората му съпруга Елеонора фон Вюртемберг.
Нейният баща е третият син на крал Кристиан III от Дания и Норвегия.
Елеонора София се омъжва през 1625 г. в Аренсбьок за княз Кристиан II фон Анхалт-Бернбург (1599 – 1656).
Елеонора София умира на 5 януари 1675 г. на 71 години в Баленщет.

## Деца
Елеонора София и Кристиан II фон Анхалт-Бернбург имат 15 деца:
- Берингер фон Анхалт-Бернбург (1626 – 1627)
- София (1627)
- Йоахим Ернст (1629)
- Кристиан (1631)
- Ердманн Гидеон (1632 – 1649)
- Бодислав (1633 – 1634)
- Виктор I Амадей (1634 – 1718), княз на Анхалт-Бернбург, ∞ 1667 за пфалцграфиня Елизабет фон Цвайбрюкен (1642 – 1677)
- Елеонора Хедвиг (1635 – 1685)
- Ернестина Августа (1636 – 1659)
- Ангелика (1639 – 1688)
- Анна София (1640 – 1704), ∞ 1664 за граф Георг Фридрих фон Солмс-Зоненвалде (1626 – 1688)
- Карл Урсинус (1642 – 1660)
- Фердинанд Христиан (1643 – 1645)
- Мария (1645 – 1655)
- Анна Елизабет (1647 – 1680) ∞ 1672 херцог Христиан Улрих I фон Вюртемберг-Бернщат (1652 – 1704)